# Palacio de Fontainebleau

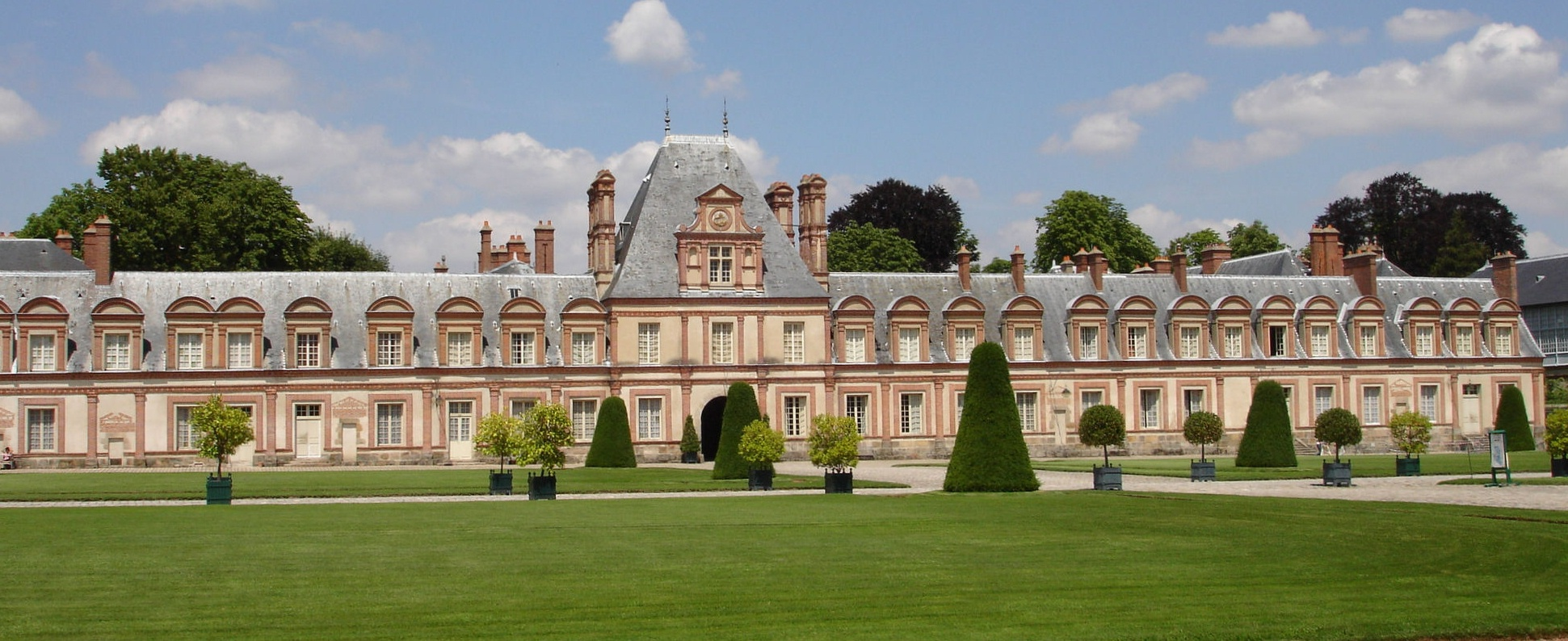
Vista del Patio de Honor

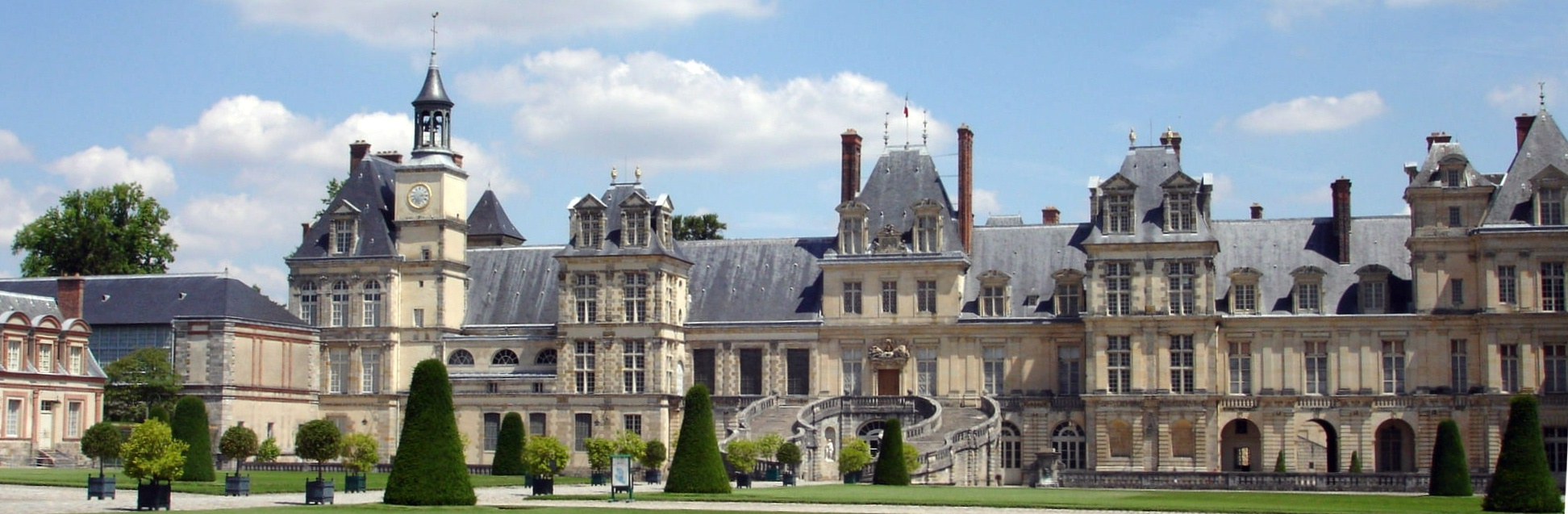
Fachada de los jardines

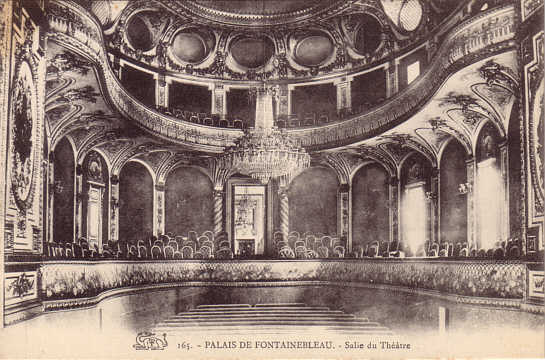
La Sala de espectáculos del Palacio de Fontainebleau, en 1855

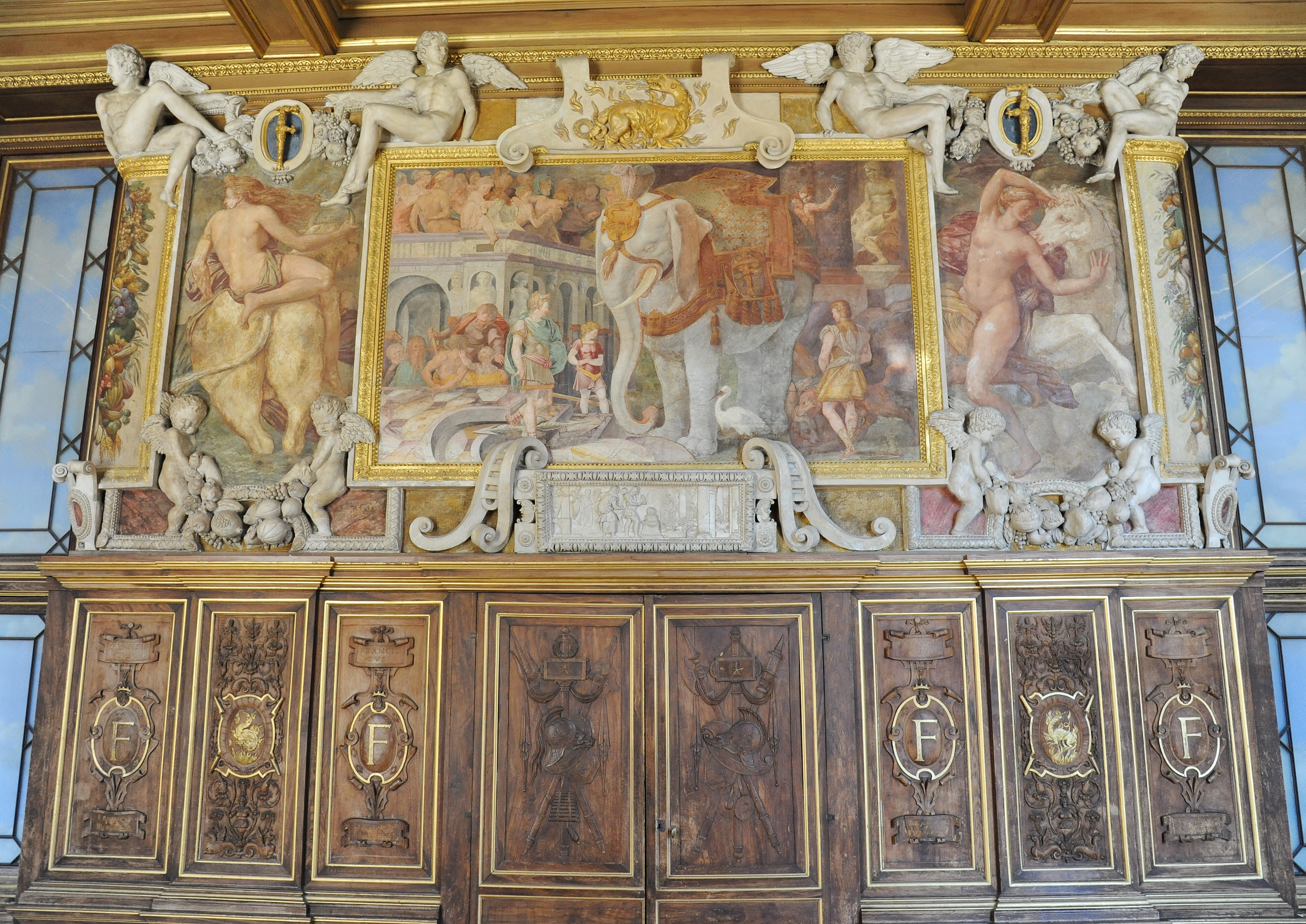
Las pinturas, los estucos y las maderas de la Galería Francisco I sirvieron de modelo para el manierismo en Francia y en el norte de Europa

El palacio de Fontainebleau, en francés Château de Fontainebleau, es uno de los mayores palacios reales franceses. Está localizado en la ciudad de Fontainebleau, departamento de Sena y Marne, en el norte de Francia.
El palacio refleja, actualmente, las aportaciones constructivas y decorativas de varios monarcas franceses, a partir de una estructura inicial de Francisco I. El edificio se desarrolla alrededor de una serie de patios.
La ciudad de Fontainebleau creció en su entorno y en lo que restaba de la «floresta de Fontainebleau» (en español bosque de Fontainebleau), un antiguo parque real de caza.
Este palacio introdujo en Francia el manierismo italiano, en la decoración de interiores y en los jardines, adaptándolo. El manierismo francés en la decoración de interiores del siglo XVI es conocido como «estilo Fontainebleau»: combina escultura, forja, pintura, estuco y carpintería. En jardinería supuso la introducción del parterre.
El ideal de belleza femenina en Fontainebleau es, también, manierista: una pequeña y graciosa cabeza en un cuello esbelto, torso y brazos exageradamente largos, pechos pequeños y altos; es casi un regreso a las bellezas del gótico tardío. Los nuevos ideales de Fontainebleau fueron plasmados en refinados y detallados grabados que circularon entre artistas y entendidos.
A través de los grabados realizados por la «Escuela de Fontainebleau», este nuevo estilo fue transmitido a otros centros del norte de Europa, especialmente en Amberes, Bélgica, Alemania y, más tarde, también Londres.

## Historia
El viejo castillo que se erigía en este lugar ya era usado al final del siglo XII por el rey Luis VII, para quien Thomas Becket consagró la capilla. Fontainebleau fue una de las residencias favoritas de Felipe II y de Luis IX. El creador del edificio actual fue Francisco I, para quien el arquitecto Gilles le Breton construyó la mayor parte del Cour Ovale (Patio Ovalado), incluyendo la Porte Dorée (Puerta Dorada), en su entrada sur. Este rey también invitó a Sebastiano Serlio y Leonardo da Vinci. La Galería de Francisco I, con sus frescos hechos en estuco por Rosso Fiorentino, fue construida entre 1522 y 1540, siendo la primera gran galería decorada con estucos y frescos construida en Francia. Que llegó a ser uno de los mayores centros artístico de Europa.
El Renacimiento fue introducido en Francia por el Palacio de Fontainebleau, por influencia de Enrique II y Catalina de Médici, que contrataron a los arquitectos Philibert Delorme y Jean Bullant, con los que llevaron a cabo una importante campaña de remodelaciones. La Salle des Fêtes (Salón de Baile) fue decorada por los pintores manieristas italianos Francesco Primaticcio y Niccolò dell'Abbate. La «Ninfa de Fontainebleau», de Benvenuto Cellini, encargada para el palacio, está en el Louvre.
Al Fontainebleau de Francisco I y Enrique II, Enrique IV añadió el patio que lleva su nombre, el Cour des Princes (Patio de los Príncipes), la Galerie de Diane de Poitiers (Galería de Diana de Poitiers) y la Galerie des Cerfs (Galería de los Ciervos), usada como biblioteca. Una «segunda escuela de decoradores de Fontainebleau», menos ambiciosa y original que la primera, estuvo involucrada en estos proyectos. Enrique IV perforó el parque forestal con un canal de 1200 metros, donde actualmente se puede pescar, y ordenó la plantación de pinos, olmos y frutales. Su jardinero, Claude Mollet, con habilidades ya probadas en el Château d'Anet, ejecutó los parterres.
Tres siglos después el palacio entró en decadencia; durante la Revolución francesa mucho del mobiliario original se dispersó en las ventas revolucionarias del contenido de todos los palacios reales, concebidas como una forma de conseguir dinero para la nación y asegurar que los Borbones no podrían volver a sus dominios. Dentro de la década siguiente, el emperador Napoleón Bonaparte comenzó a transformar el Château de Fontainebleau en un símbolo de su grandeza, como una alternativa al Palacio de Versalles que tenía connotaciones borbónicas. En Fontainebleau, Napoleón I de Francia firmó su abdicación, con el Tratado de Fontainebleau. Se despidió de su Vieja Guardia y partió al exilio.
Con modificaciones en la estructura del palacio, incluyendo la entrada de cantería suficientemente ancha para su carruaje, Napoleón ayudó a hacer del palacio el lugar que los visitantes conocen actualmente. Fontainebleau fue el escenario de la Corte del Segundo Imperio de su sobrino Napoleón III. Felipe IV, Enrique III y Luis XIII nacieron en este palacio, y el primer de estos reyes también murió aquí. Cristina de Suecia vivió en Fontainebleau durante varios años, después de abdicar en 1654. En 1685 Fontainebleau fue el escenario de la firma del Edicto de Fontainebleau, el cual revocó el Edicto de Nantes (1598). Huéspedes reales de los reyes de la dinastía de los Borbones fueron instalados en Fontainebleau: Pedro I de Rusia y Cristián VII de Dinamarca, y también, en la época de Napoleón, el Papa Pío VII, en 1804 cuando vino a consagrar a Napoleón como Emperador, y entre 1812 y 1814, cuando fue su prisionero.
Actualmente, parte del palacio alberga las Écoles d'Art Américaines (Escuelas de Artes Americanas), una escuela de arte, arquitectura y música para estudiantes de los EUA. Preservado en los campos está el jeu de paume (campo de tenis real) de Enrique IV. Es el mayor campo de tenis de este género en el mundo, y uno de los pocos de propiedad pública.
En 1981, el Château de Fontainebleau fue clasificado Patrimonio de la Humanidad por la Unesco.

### Tratados sucritos en el palacio de Fontainebleau
En el palacio de Fontainebleau, a lo largo de la historia, se han concluido varios acuerdos políticos importantes del Reino de Francia, como:
- el tratado de Fontainebleau de 1611, por el que se concertó el matrimonio del infante Felipe IV de España con Isabel de Borbón y el de Luis XIII de Francia con Ana de Austria;
- el tratado de Fontainebleau de 1631, entre Maximiliano I de Baviera, y el Reino de Francia, que estableció una alianza entre ambas partes durante la Guerra de los Treinta Años;
- el Edicto de Fontainebleau (1685), promulgado por Luis XIV de Francia para anular el edicto de Nantes;
- el pacto de familia de 1743, firmado entre Francia y España;
- el tratado de Fontainebleau de 1745, que estableció una alianza militar entre Luis XV de Francia y Carlos Estuardo, pretendiente al trono británico;
- el tratado de Fontainebleau de 1762, un acuerdo secreto por el que Francia cedía a España el territorio de Luisiana, anterior al Tratado de París de 1763;
- el tratado de Fontainebleau de 1785, acuerdo territorial pactado por el emperador austríaco José II y las Provincias Unidas de los Países Bajos;
- el tratado de Fontainebleau de 1807, por el que Francia y España acordaron invadir Portugal y dividir el país en tres reinos, o
- el tratado de Fontainebleau de 1814, por el que Napoleón fue desterrado a la Isla de Elba.